# Erythrina schliebenii
Erythrina schliebenii é uma espécie vegetal da família Fabaceae.
Apenas pode ser encontrada no seguinte país: Tanzânia.